# Secunda (ville)
Pour les articles homonymes, voir Secunda.
Secunda est une ville d'Afrique du Sud, située dans la province de Mpumalanga et construite autour de gisements de charbon. Son nom vient du fait qu'elle est la seconde installation de liquéfaction de charbon installée dans le pays, après celle de Sasolburg.